# ヒトラーを殺し、その後ビッグフットを殺した男
『ヒトラーを殺し、その後ビッグフットを殺した男』（原題：The Man Who Killed Hitler and Then the Bigfoot）は、2018年制作のアメリカ合衆国のアクション映画。ジョン・セイルズとダグラス・トランブルが製作総指揮をつとめ、トランブルは特殊効果も担当している 。

## あらすじ
1987年、愛犬とともに平穏に暮らすカルヴィンのもとにFBI捜査官が現れ、恐ろしい殺人ウイルスを持つビッグフットの殲滅を依頼する。実はカルヴィンは、第二次世界大戦中に独裁者アドルフ・ヒトラーを暗殺した伝説のナチハンターだった。そして、カルヴィンは殺人ウイルスに対する免疫も持っていた。
心の奥底に眠っていたハンティングへの渇望を呼び覚まされたカルヴィンは、ビッグフット狩りという過酷な任務に身を投じていく。

## キャスト
- カルヴィン・バー：サム・エリオット
- 青年時代のカルヴィン・バー：エイダン・ターナー
- ケイトリン・フィッツジェラルド
- リズワン・マンジ
- ラリー・ミラー
- ロン・リビングストン